# Reformpedagógia Magyarországon
A nyugati országokban kibontakozó reformpedagógiai gondolatok a 19. század végétől kezdve Magyarországon is termékeny talajra találtak.

## Gyermektanulmány
Szervesen összefonódott a reformpedagógiai mozgalom (Nagy László kifejezésével) a „gyermektanulmányozás” hazai térhódításával. Jelentős esemény volt ebből a szempontból az 1896-ban Budapesten megrendezett II. Országos és Egyetemes Tanügyi Kongresszus. Ezen már határozott igényként merült fel, hogy a gyermeki lélek sajátosságait a kísérleti lélektan eszközeivel is vizsgálni kell. Az első kísérleti lélektani laboratórium 1899-ben kezdte meg működését.
Nagy László neve elválaszthatatlan a magyar reformpedagógiától. 1903-ban alapította meg a Gyermektanulmányi Bizottságot, amely a Magyar Gyermektanulmányi Társaság létrejöttét (1906) készítette elő. (A társaság kisebb megszakításokkal 1944-ig működött.) Az alapszabály szerint a társaság célkitűzései között szerepelt az, hogy a „gyermektanulmányozást hazánkban tudományosan mívelje, s e tanulmányok eredményét főleg a nemzeti nevelés számára értékesítse”, továbbá, hogy „a gyermekszeretetet minden körben mélyítse”. A vizsgálódásokat „rendes és rendellenes fejlődésű gyermekekre” egyaránt kiterjesztették.
A Gyermektanulmányi Társaság a következő szakosztályokkal kezdte meg működését: kísérleti lélektani (Ranschburg Pál), adatgyűjtő (Pekár Károly, 1869–1911), pedagógiai (Weszely Ödön), jogi és gyermekvédelmi (Nemes Lipót vezetésével). Több más intézmény is létesült emellett. Ilyen volt a Kísérleti Lélektani és Gyógypedagógiai Laboratórium, amely a gyakorlatban idegorvosi ellátást nyújtott gyermekek részére, másrészt a Székesfővárosi Pedagógiai Szeminárium, ahol szülők, pedagógusok, bírák továbbképzését végezték, valamint a nagy hírű Gyermektanulmányi Múzeum, amely kiállításaival nemzetközi elismeréseket is aratott. A Gyermektanulmányi Társaság számos fiókkörrel rendelkezett a vidéki városokban. (1914-ben 10 fiókkör működött 4000 taggal.) A társaság széles körű tevékenységet fejtett ki a gyermekközpontú pedagógiai felfogás népszerűsítése érdekében: tanfolyamokat szerveztek pedagógusok és szülők részére, könyveket, folyóiratokat adtak ki, stb. Ilyen volt a Nagy László által szerkesztett A Gyermek c. lap (1907–1943). A nemzetközi kapcsolatok kiszélesedését jelezte A Jövő Útjain (1926–1939) c. folyóirat magyarországi megjelenése az Új Nevelés Világligája támogatásával. Jelentős reformpedagógiai lap volt még a Szegeden megjelenő A Cselekvés Iskolája (1933–1944). A reformpedagógia (és ezen belül a gyermektanulmányozás) elveit kívánta a gyakorlatba átültetni két európai hírű budapesti iskola. Az egyik Domokos Lászlóné (sz. Löllbach Emma) vezetésével 1915–1949 között működő Új Iskola, a másik pedig Nemesné Müller Márta 1915–1943 között fennálló intézete, a Családi Iskola.

## Munkaiskola
A reformpedagógia egyik sajátos irányzatának, a munkaiskolának az elveit követték Vajkai Júlia intézetei, amelyeket szegény szülők gyermekei részére alapított 1919-ben. Az iskolák egy brit gyermekmentő alap, a Save Children Found támogatásával 12-15 éves lányokat készítettek elő az életben rájuk váró feladatok ellátására. Vajkai Júlia az 1920-as években összesen 13 ilyen iskolát működtetett Budapest munkásnegyedeiben. (Az 1918-ban Romániához csatolt területen fekvő nagyenyedi Bethlen Gábor Kollégiumban Járai István oktatott a munkaiskola elvei szerint 1917–1933 között.)

## Montessori-iskola
A reformpedagógia másik irányzatát képviselte az olasz pedagógus, Maria Montessori, akinek hatása nem kerülte el hazánkat sem. A fővárosban a Ferenc-rendi Missziósnővérek Montessori-rendszerű óvodáját már 1912-ben megnyitották. A rend néhány tagját maga Montessori ismertette meg a pedagógiájával. 1914-ben tíz gyermek számára létesített hasonló óvodát Sajó Aladárné, aki később letért az olasz reformpedagógia által kijelölt útról. Montessori pedagógiájának lelkes hirdetője, könyveinek fordítója, Bélaváry Burchard Erzsébet Montessori óvodát (1927–1944) és iskolát (1928–1941) vezetett Budapesten. Kenyeres Elemérnek, a magyar reformpedagógia kiemelkedő személyiségének kitartó munkájával 1933 januárjában megalakult a Magyar Montessori Egyesület. Az olasz pedagógus két ízben (1930-ban és 1936-ban) személyesen is ellátogatott Magyarországra.

## Waldorf-iskola
Rudolf Steiner két világháború közötti magyar követői közül kiemelkedik Steiner személyes tanítványa, Nagy Emilné dr. Göllner Mária, aki 1926–1932 között Budán, a Kis-Svábhegyen levő villájában Waldorf-magániskolát vezetett. Ez volt az egyik első, Németországon kívül működő Waldorf-iskola, ám tanárai többségükben német antropozófusok voltak. A két tannyelvű iskola működésének Hitler hatalomra jutása vetett véget: ekkor ugyanis a német hatóságok az itt tanító tanároktól megvonták a tartózkodási engedélyt.

## Cselekvő iskola
Az 1928/29-ben Budapestről Szegedre helyezett Polgári Iskolai Tanárképző Főiskola gyakorló polgári iskolájának tanárai a reformpedagógia aktivizáló, munkáltató jellegét tekintették központi vezérmotívumnak. Az 1929–1944 között működő intézetet a köztudat Cselekvő Iskola néven ismerte. Ugyancsak Szegeden (Újszegeden) működött 1936-tól 1939-ig a Kerti Iskola, mint az egyetem Pedagógiai Lélektani Intézetének kísérleti iskolája. Élén Dolch Erzsébet állt. Itt az új nevelés módszereinek lélektani hatásait vizsgálták az egyetem pszichológus-pedagógus professzora, Várkonyi Hildebrand Dezső vezetésével.

## Áttekintés
Az 1910-es és az 1920-as évek tehát a reformpedagógiai irányzatok fellendülését hozták Magyarországon is. Az 1928. évi harmadik Egységes Tanügyi Kongresszuson elhangzott felszólalások és az elfogadott határozatok hivatalos elismerést jelentettek a magyar reformpedagógusok számára (a Gyermektanulmányozási Szakosztály működése, a kísérleti iskolák iránti igény deklarálása stb.).
Az 1930-as években ezzel szemben már a mozgalom „apálya” figyelhető meg. Nagy László halála (1931) után a Gyermektanulmányi Társaság tevékenysége egyre inkább beszűkült, olyannyira, hogy 1938-ban már a társaság megszüntetésének gondolata is felmerült. Egyre szaporodtak a mozgalmat érő kritikák is. Somogyi József, a szegedi Polgári Iskolai Tanárképző Főiskola pedagógia tanára szerint a munkaiskola „az oktatás terén a legnagyobb zavart, bizonytalanságot eredményezte”. A pesti pedagógiai professzor, Prohászka Lajos pedig „jelennek élés”-sel, szubjektivizmussal vádolta a reformpedagógiát, s úgy vélte, hogy jelszavai „tiszavirág életűek”.
1945 tavaszán még eljutott egy javaslat (Barátné Doktor Edit és Justhné Kéri Hedvig jóvoltából) a Vallás- és Közoktatásügyi Minisztériumhoz (VKM), amelyben a beadvány írói a Dalton-terv (kidolgozója Helen Parkhurst) szerint működő iskolák létesítését kérték. A kérést kategorikusan visszautasították. Az 1930-40-es évek visszaesését 1949/50-től több évtizedes teljes tiltás követte. A reformpedagógia néhány tradicionális és újabb intézményének megszervezésére csak az 1980-as évek végén nyílt ismét lehetőség.